# James Toseland
James Toseland (Sheffield, 5 de Outubro de 1980), é um motociclista inglês que foi campeão em 2004 e 2007 da Superbike, respectivamente pela Ducati e Ten Kate Honda.

## Carreira

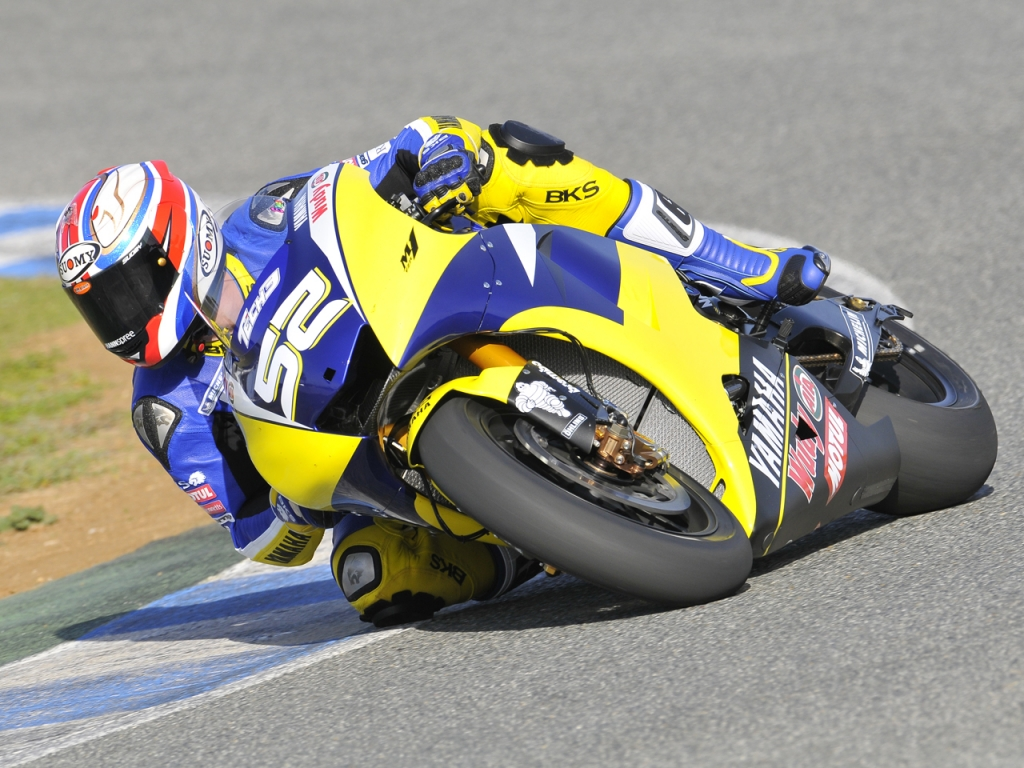
Toseland na MotoGP em 2008.

Disputou o Campeonato Mundial de Superbike entre 2001 e 2007. Em 2008 estreou na MotoGP pela equipe Yamaha Tech 3.
É casado desde 2012 com a cantora britânica Katie Melua. 